# Super League (Bhutan)
La Super League, già nota come A-Division e conosciuta anche come Thimphu League, era una competizione calcistica del Bhutan.

## Storia
Sino al 2012 era il massimo torneo calcistico del paese. Dalla stagione sportiva 2012-2013 la massima divisione ha assunto il nome di Bhutan National League. La A-Division, a cui partecipano squadre della sola città di Thimphu, ha assunto la funzione di qualificare le squadre della capitale al massimo campionato nazionale.
Nel 2019 la massima serie ha assunto il nome di Bhutan Premier League e la seconda serie il nome di Bhutan Super League.

## A-Division 2012
- Druk Pol
- Dzongric
- Nangpa
- Transport United
- Yeedzin
- Zimdra

## Albo d'oro
- 1986:  Royal Bhutan Army
- 1987: Sconosciuto
- 1988: Sconosciuto
- 1989: Sconosciuto
- 1990: Sconosciuto
- 1991: Sconosciuto
- 1992: Sconosciuto
- 1993: Sconosciuto
- 1994: Sconosciuto
- 1995: Sconosciuto
- 1996:  Drukpol [2]
- 1997:  Drukpol
- 1998:  Drukpol
- 1999:  Drukpol

- 2000:  Drukpol
- 2001:  Drukpol
- 2002:  Druk Star
- 2003:  Drukpol
- 2004:  Transport Utd
- 2005:  Transport Utd
- 2006:  Transport Utd
- 2007:  Transport Utd
- 2008:  Yeedzin
- 2009:  Druk Star
- 2010:  Yeedzin
- 2011:  Yeedzin
- 2012:  Drukpol

## Vittorie per squadra
| Squadre           | Titoli |
| ----------------- | ------ |
| Drukpol           | 8      |
| Transport Utd     | 4      |
| Yeedzin           | 3      |
| Druk Star         | 2      |
| Royal Bhutan Army | 1      |

## Capocannonieri
| Anno | Miglior marcatore | Squadra       | Gol |
| 2007 | Passang Tshering  | Transport Utd | 28  |